# Giuseppe Borsato
Giuseppe Borsato (* 1770/71 in Venedig; † 15. Oktober 1849 ebenda) war ein italienischer Maler, Bühnenbildner/Szenograph und Dekorations- und Ornamentmaler/designer. Als Maler war sein Tätigkeitsfeld vor allem die venezianische Vedutenmalerei in einer späten Nachfolge des älteren Canaletto. Als Bühnendekorateur arbeitete er häufig für das venezianische Teatro La Fenice.

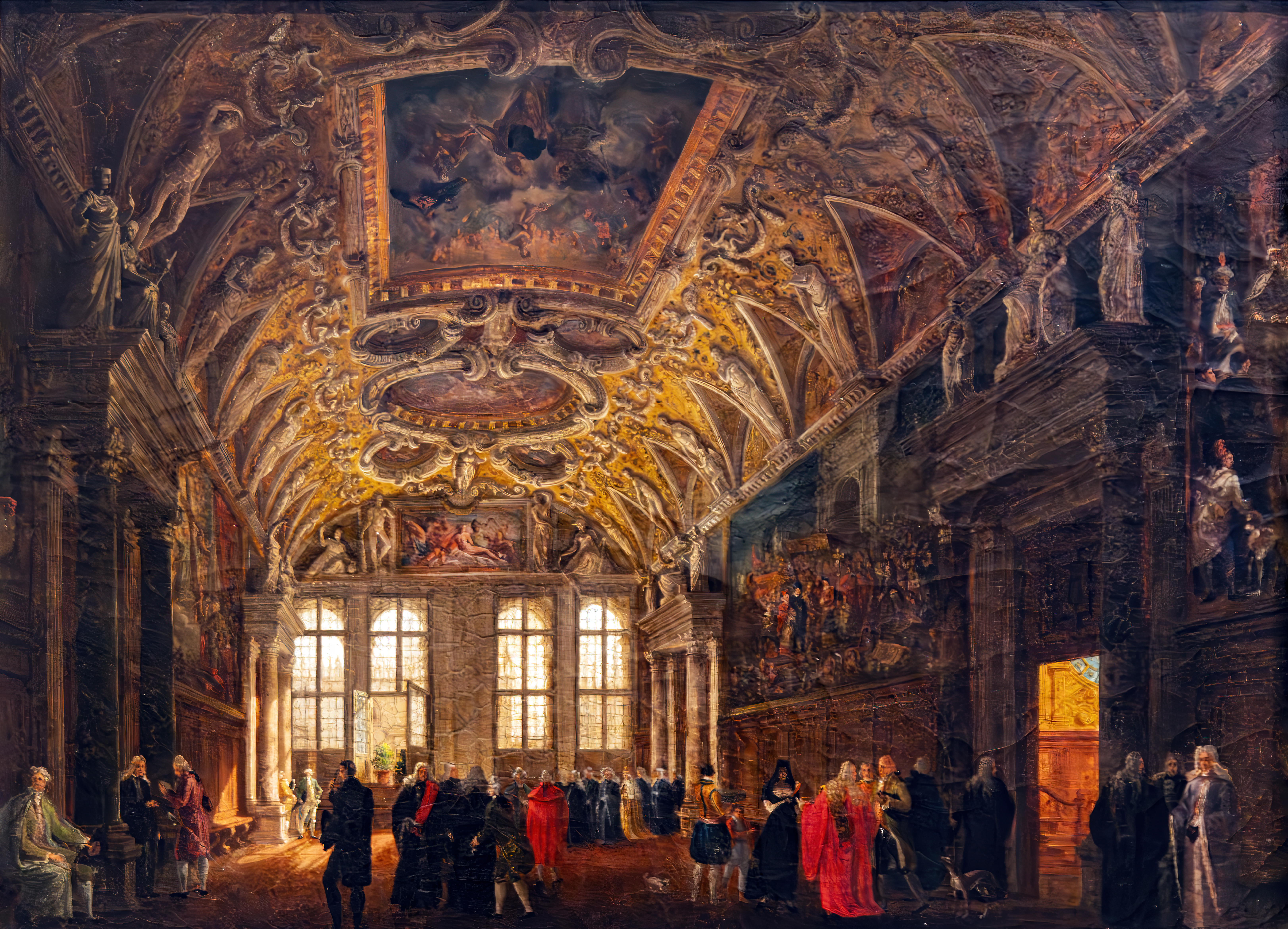
Der Saal der vier Türen des Dogenpalastes – Accademia (Venedig)